# 1800年アメリカ合衆国大統領選挙
1800年アメリカ合衆国大統領選挙（1800ねんアメリカがっしゅうこくだいとうりょうせんきょ、英語: United States presidential election, 1800）は、1800年10月31日および12月6日、1801年2月11日から2月17日に行われたアメリカ合衆国の大統領および副大統領の選挙（第4回）である。

## 概要
「1800年の革命」とも呼ばれ、民主共和党のトーマス・ジェファーソンが連邦党の現職であるジョン・アダムズを抑えて当選した。
この選挙で、アメリカ合衆国憲法の制度的欠陥が露呈された。憲法第2条の規定では、選挙人団は大統領候補に投票し、最多得票者が大統領、次点候補者が副大統領に選出される。民主共和党はジェファーソンとアーロン・バーを、連邦党はアダムズとチャールズ・コーツワース・ピンクニーをそれぞれ正副大統領候補に指名した。選挙人は民主共和党が多数であったが調整不足で、2月1日に開票された結果、ジェファーソンとバーが同数となってしまった。
憲法の規定により、下院議員の投票で過半数の州を押えた候補が大統領、次点候補が副大統領に選出される。しかし連邦党議員はジェファーソンが大統領になることを阻止するためにバーに投票し、35回の選挙で過半数を得られず、連邦党のアレクサンダー・ハミルトンが最終的にジェファーソン支援に回り、36回目の投票でジェファーソンが大統領に選出された。このハミルトンの行動は1804年にバーとの決闘を引き起こし、ハミルトンが殺害される結果に至った。
今回の大統領選挙の不備を踏まえ、1804年にアメリカ合衆国憲法修正第12条が批准された。この修正により、選挙人は正副大統領候補を区別して投票、選出することとなった。

## 選挙データ

### 投票日
- 選挙人選出：1800年10月31日
- 正副大統領選出：1800年12月6日
- 臨時選挙：1801年2月11日 - 17日

### 選挙制度
- 臨時選挙：下院議員による投票
  - 過半数の州で最多得票の候補者を大統領に、次点得票者を副大統領に選出する[注 1]。
- 正副大統領選出：選挙人による間接選挙
  - 最多得票者を大統領に、次点得票者を副大統領に選出する[注 1]。
- 選挙人選出：各州選挙法の規定に基づき実施
  - 10州が州議会による選出。6州が一般投票を実施して選出。

#### 投票方法
- 臨時選挙：秘密投票、単記非移譲式投票、1票制
- 正副大統領選出：秘密投票、連記投票、1票制
  - 同一候補者に2票投じることはできない[注 1]。
- 選挙人選出：各州選挙法の規定に基づき実施

#### 選挙権
- 臨時選挙：下院議員
- 正副大統領選出：選挙人
- 選挙人選出：各州法の規定に基づく

#### 被選挙権
- 臨時選挙：選挙人による投票で上位2名の者
- 正副大統領選出：満35歳以上の出生または憲法成立時の合衆国市民、および合衆国の在住期間が14年経過した者[注 2]
- 選挙人選出：各州法の規定に基づく

#### 州別選挙人定数・選出方法
両陣営の党員は見つけられる利点なら何でも捜し求めた。幾つかの州では、望ましい結果を得るために選挙のやり方を変えることも行った。ジョージア州では、民主共和党の議員が一般選挙に代えて州議会による選出とした。連邦党の議員もマサチューセッツ州とニューハンプシャー州で同じ事をした（このことはマサチューセッツ州で思わぬ結果を生んだ。アメリカ合衆国下院の議員数が連邦党12対その他2であったものが、怒った選挙民によって連邦党8対その他6まで減少した。）。ペンシルベニア州も議会による選出に変えたが、その結果はほとんど同数の選挙人を選ぶということになった。バージニア州は選挙区ごとの選挙人選出という方法を総取り方式に変え、連邦党の1ないし2票が民主共和党に流れることになった。
| 州                   | 選挙人 | 選挙人   | 選挙人 | 選挙人   | 選出方法                         |
| 州                   | 小計   | 増減     | 州議会 | 一般投票 | 選出方法                         |
| -------------------- | ------ | -------- | ------ | -------- | -------------------------------- |
| コネチカット州       | 9      | 増減なし | 9      | 0        | 州議会による選出                 |
| デラウェア州         | 3      | 増減なし | 3      | 0        | 州議会による選出                 |
| ジョージア州         | 4      | 増減なし | 4      | 0        | 州議会による選出                 |
| ケンタッキー州       | 4      | 増減なし | 0      | 4        | 一般投票による選出（小選挙区制） |
| メリーランド州       | 10     | 増減なし | 0      | 10       | 一般投票による選出（小選挙区制） |
| マサチューセッツ州   | 16     | 増減なし | 16     | 0        | 州議会による選出                 |
| ニューハンプシャー州 | 6      | 増減なし | 6      | 0        | 州議会による選出                 |
| ニュージャージー州   | 7      | 増減なし | 7      | 0        | 州議会による選出                 |
| ニューヨーク州       | 12     | 増減なし | 12     | 0        | 州議会による選出                 |
| ノースカロライナ州   | 12     | 増減なし | 0      | 12       | 一般投票による選出（小選挙区制） |
| ペンシルベニア州     | 15     | 増減なし | 15     | 0        | 州議会による選出                 |
| ロードアイランド州   | 4      | 増減なし | 0      | 4        | 一般投票による選出（大選挙区制） |
| サウスカロライナ州   | 8      | 増減なし | 8      | 0        | 州議会による選出                 |
| テネシー州           | 3      | 増減なし | 0      | 3        | 一般投票による選出（中選挙区制） |
| バーモント州         | 4      | 増減なし | 4      | 0        | 州議会による選出                 |
| バージニア州         | 21     | 増減なし | 0      | 21       | 一般投票による選出（大選挙区制） |
| 選挙人計             | 138    | 増減なし | 49     | 89       |                                  |

### 同日執行の選挙

#### 国政選挙
- 1800–1801年アメリカ合衆国上院議員選挙
- 1800–1801年アメリカ合衆国下院議員選挙

## 選挙運動
1800年の大統領選挙は1796年の選挙の再現となった。選挙運動は両陣営の中傷や個人攻撃で辛辣な性格となった。連邦党は、民主共和党がその敵を殺し、教会を焼き、国を滅ぼす急進派であるという噂を流した（民主共和党がイギリスよりもフランスを好むということに基づいていた。当時はかなり激しいフランス革命が続いていた）。1798年連邦党のジョージ・ワシントンは、「民主党の原則を変えると同じくらい容易に黒人をこすって白くできるかもしれない。この国の政府を転覆させるには何もしなくても良いだろう。」と不平を漏らした。一方で、民主共和党は、連邦党が外国人・治安諸法で共和制の価値を破壊していると非難した。また反共和制の価値観を持つ貴族政治を推進するためにイギリスに味方しているとも非難した。
アダムズは反対党の民主共和党からも、またハミルトンを担ぐ共和党の中の「高位共和党員」からも攻撃を受けた。民主共和党は、アダムズの外交政策があまりにイギリス寄りであり、擬似戦争のために新しい軍隊を召集して民衆を抑圧することを恐れ、アダムズの新税に反対し、外国人・治安諸法は州の権限を侵すものとして攻撃した。「高位共和党員」の一派はアダムズが中道的過ぎると考えた。連邦党の指導者アレクサンダー・ハミルトンは副大統領候補のチャールズ・コーツワース・ピンクニーを大統領にしようと画策した。ハミルトンの書いた手紙が公になり、アダムズを当惑させ、ピンクニーのために謀ったハミルトンには打撃となった。

### ジェファーソンの綱領
1790年代の政党は今日のような公式綱領を公表しなかった。しかし、ジェファーソンは1799年1月26日にエルブリッジ・ゲリーに宛てた公開の手紙で声明を公表し、印刷されて広く出回った。これはジェファーソンの人生でも最も良く知られた政治信条になった。
私はあらゆる国との自由貿易に賛成する。政治的な結びつきはどことも結ばない。外交的機関はほとんどないかあるいは無である。私は新しい条約を結んでヨーロッパの紛争に入って行こうとは思わない。ヨーロッパの均衡を保つために虐殺の戦場に入ろうとは思わない。自由の原則に対抗する戦争に対して国王達と同盟を結ぼうとは思わない。

私は信教の自由に賛成し、一つの派が他に対して法的に優越となるような操作全てに反対する。私は言論の自由に賛成し、力で沈黙させるような憲法侵害、また理由も無く市民の代理の行動に対する不平や批判、公平さや不公平さを黙らせるような憲法違反に反対する。また私は科学のあらゆる分野でその進歩を奨励することに賛成し、哲学者の神聖な名前に対して叫び声を上げることや、人間の心を怖い話で怖がらせてその心に不信を生み、暗黙の内に他人の心に入り込むようなこと、改善点を探すために前には回らず後ろへ進むこと、政府、宗教、道徳および他の科学が無知の暗闇の時代に高い完成度にあるかのように信じること、および我々の祖先によって打ち立てられたことよりも完全なものは何も生み出せないと信じることに反対する。これらのことに加えて、私はフランス革命の成功を誠実に願う者であり、自由で秩序有る共和国ができて終わることを願っている。しかし、私は我々の貿易に加えられる残虐な略奪行為に黙っているという訳ではなかった。

### 候補者

#### 連邦党
正副大統領候補
| 連邦党指名候補     |                                      |
| ジョン・アダムス   | チャールズ・コーツワース・ピンクニー |
| 大統領候補         | 副大統領候補                         |
|                    |                                      |
| 大統領             | 元駐フランス大使                     |
| マサチューセッツ州 | サウスカロライナ州                   |

その他の候補
| ジョン・ジェイ     |
| ------------------ |
|                    |
| ニューヨーク州知事 |
| ニューヨーク州     |

#### 民主共和党
正副大統領候補
| 民主共和党指名候補       |                |
| トーマス・ジェファーソン | アーロン・バー |
| 大統領候補               | 副大統領候補   |
|                          |                |
| 副大統領                 | 上院議員       |
| バージニア州             | ニューヨーク州 |

## 選挙結果
各州が選挙日を選択できたので、投票は4月から10月まで続いた。4月、バーがニューヨーク州議会で連邦党の多数をひっくり返し、民主共和党の多数を得ることに成功した。選挙人団投票では連邦党と民主共和党が65対65の同数となり、最後の州サウスカロライナ州が8人の民主共和党票を選んで、ジェファーソンとバーを選出することになった。
アメリカ合衆国憲法の規定では、大統領選挙人は2票ずつ持っており、大統領、副大統領の区別無く投票することになっていた。過半数の票を得た者が大統領になり、次点の者が副大統領になることになっていた。それ故に連邦党は1票をジョン・ジェイに投じ、副大統領候補のピンクニーの得票がアダムズより1票だけ少なくなるようにしていた。民主共和党も同じような考え方で選挙人の一人がバーではない候補に1票を投じるつもりであったが、偶発的にそうならなかった。その結果、民主共和党の選挙人はジェファーソンとバーの2人に同数の73票を投じた。下院で臨時の選挙を行う必要が生じた。下院は1798年の選挙による勢力図であった。
ジェファーソンとバーが同数で1位となり選挙は下院に送られた。
選挙人投票は1801年2月11日に開票され集計されたがジョージア州の選挙認定証に欠陥があることが分かった。選挙人はジェファーソンとバーに投じたことは明らかだったので、憲法に規定される「投票した全ての人を特定しそれぞれの得票数を特定する」という措置が採られなかった。ジェファーソンは上院議長の役目として投票を集計していたが、ジョージア州の投票もジェファーソンとバーの得票としてすぐに計算に入れてしまった。これについて異論は出なかった。エリク・カールソンですら異議を出さなかった。ジェファーソンとバーの得票総数は共に73票で過半数であった。
下院議員はジェファーソンとバーのどちらを大統領にするか州ごとに決めて投票を行った。当時は16州だったので、過半数を取るためには9州以上の支持が必要だった。
ジェファーソンが大統領候補でありバーが副大統領候補であることは周知の事実であったが、下院は死に体に近かった連邦党が多数派であり、党派の敵であるジェファーソンに投票することを渋った。ジェファーソンは1798年以降連邦党の宿敵であった。連邦党議員の多くがバーに投票することになり、連邦党の支配する8州のうち6つまでがバーを選んだ。民主共和党の支配する7州はすべてジェファーソンを選んだ。ジョージア州の唯一の連邦党代議員がジェファーソンに投じたのでジェファーソンは8州を獲得することになった。バーモント州は議員の投票が同数となり、白票を投じた。残る1州メリーランド州は5人の連邦党議員と3人の民主共和党議員だったが、連邦党議員の一人がジェファーソンに投じたので、同数となり、白票を投じることになった。結果8対6と、両方ともが過半数9を得ないという事態になった。
2月11日から2月17日まで下院では35回の投票が延々と繰り返され、毎回、ジェファーソンの獲得州は8と絶対多数に1つ足りないままであった。
ついに、混乱の中で、ハミルトンがジェファーソンはバーと比べて「それほど危険な男ではない」と言ってジェファーソン支持を表明した。デラウェア州の連邦党議員ジェイムズ・A・バヤードとメリーランド州およびバーモント州のその同調者がそれまでのバーへの投票から白票に転じ、最終的にジェファーソンが10対4で勝った。

### 候補者別得票結果
| 1800年アメリカ合衆国大統領選挙                                                                         |                                      |                    |                    |          |          |            |            |          |          |
| （一般投票：1800年10月31日施行、選挙人投票：1800年12月6日施行、臨時投票：1801年2月11日 - 2月17日施行） |                                      |                    |                    |          |          |            |            |          |          |
| 候補者                                                                                                 | 候補者                               | 候補者             | 候補者             | 臨時投票 | 臨時投票 | 選挙人投票 | 選挙人投票 | 一般投票 | 一般投票 |
| 大統領候補                                                                                             | 大統領候補                           | 所属政党           | 出身州             | 得票数   | 得票率   | 得票数     | 得票率     | 得票数   | 得票率   |
| | トーマス・ジェファーソン             | 民主共和党         | バージニア州       | 10       | 71.43%   | 73         | 52.90%     | 45,467   | 60.51%   |
| | アーロン・バー                       | 民主共和党         | ニューヨーク州     | 4        | 28.57%   | 73         | 52.90%     | －       | －       |
| | ジョン・アダムズ                     | 連邦党             | マサチューセッツ州 |          |          | 65         | 47.10%     | 29,621   | 39.42%   |
| | チャールズ・コーツワース・ピンクニー | 連邦党             | サウスカロライナ州 | 64       | 46.38%   | －         | －         |          |          |
| | ジョン・ジェイ                       | 連邦党             | ニューヨーク州     | 1        | 7.25%    | －         | －         |          |          |
| | その他                               |                    |                    |          |          | 54         | 0.07%      |          |          |
| 総計                                                                                                   | 総計                                 | 総計               | 総計               | 14       | 100.0%   | 276        | 100.0%     | 75,142   | 100.0%   |
| 投票総数（投票率）                                                                                     | 投票総数（投票率）                   | 投票総数（投票率） | 投票総数（投票率） | 14       | 87.50%   | 276        | 100.0%     | 75,142   | 32.3%    |
| 棄権票数（棄権率）                                                                                     | 棄権票数（棄権率）                   | 棄権票数（棄権率） | 棄権票数（棄権率） | 2        | 12.50%   | 0          | 0.00%      |          | 67.7%    |
| 有権票数                                                                                               | 有権票数                             | 有権票数           | 有権票数           | 16       | 100.0%   | 276        | 100.0%     |          | 100.0%   |
| 出典：Electoral College Box Scores 1789–1996".                                                         |                                      |                    |                    |          |          |            |            |          |          |

### 州別一般投票結果

郡別一般投票結果

| ジェファーソン／バーが勝利した州 |
| アダムズ／ピンクニーが勝利した州 |

| コネチカット州           | 0  | －     | －     | 9  | －     | －     | 9   | －     |
| デラウェア州             | 0  | －     | －     | 3  | －     | －     | 3   | －     |
| ジョージア州             | 4  | －     | －     | 0  | －     | －     | 4   | －     |
| ケンタッキー州           | 4  |        |        | 0  |        |        | 4   |        |
| メリーランド州           | 5  | 10,638 | 51.35% | 5  | 10,068 | 48.65% | 10  | 20,716 |
| マサチューセッツ州       | 0  | －     | －     | 16 | －     | －     | 16  | －     |
| ニューハンプシャー州     | 0  | －     | －     | 6  | －     | －     | 6   | －     |
| ニュージャージー州       | 0  | －     | －     | 7  | －     | －     | 7   | －     |
| ニューヨーク州           | 12 | －     | －     | 0  | －     | －     | 12  | －     |
| ノースカロライナ州       | 8  | 11,593 | 51.26% | 4  | 11,025 | 49.74% | 12  | 22,618 |
| ペンシルベニア州         | 8  | －     | －     | 7  | －     | －     | 15  | －     |
| ロードアイランド州       | 0  | 2,159  | 47.85% | 4  | 2,353  | 52.15% | 4   | 4,512  |
| サウスカロライナ州       | 8  | －     | －     | 0  | －     | －     | 8   | －     |
| テネシー州               | 3  |        |        | 0  |        |        | 3   |        |
| バーモント州             | 0  | －     | －     | 4  | －     | －     | 4   | －     |
| バージニア州             | 21 | 21,002 | 77.28% | 0  | 6,175  | 22.72% | 21  | 27,177 |
| 総計                     | 71 | 45,467 | 60.51% | 67 | 29,621 | 39.42% | 138 | 75,142 |
| 出典：A New Nation Votes |    |        |        |    |        |        |     |        |

### 州別選挙人投票結果
| ジェファーソンが勝利した州 |
| アダムズが勝利した州       |

| コネチカット州                               | 0  | 0  | 9  | 9  | 0 | 18  | 9   |
| デラウェア州                                 | 0  | 0  | 3  | 3  | 0 | 6   | 3   |
| ジョージア州                                 | 4  | 4  | 0  | 0  | 0 | 8   | 4   |
| ケンタッキー州                               | 4  | 4  | 0  | 0  | 0 | 8   | 4   |
| メリーランド州                               | 5  | 5  | 5  | 5  | 5 | 20  | 10  |
| マサチューセッツ州                           | 0  | 0  | 16 | 16 | 0 | 32  | 16  |
| ニューハンプシャー州                         | 0  | 0  | 6  | 6  | 0 | 12  | 6   |
| ニュージャージー州                           | 0  | 0  | 7  | 7  | 0 | 14  | 7   |
| ニューヨーク州                               | 12 | 12 | 0  | 0  | 0 | 24  | 12  |
| ノースカロライナ州                           | 8  | 8  | 4  | 4  | 0 | 24  | 12  |
| ペンシルバニア州                             | 8  | 8  | 7  | 7  | 0 | 30  | 15  |
| ロードアイランド州                           | 0  | 0  | 4  | 3  | 1 | 8   | 4   |
| サウスカロライナ州                           | 8  | 8  | 0  | 0  | 0 | 16  | 8   |
| テネシー州                                   | 3  | 3  | 0  | 0  | 0 | 6   | 3   |
| バーモント州                                 | 0  | 0  | 4  | 4  | 0 | 8   | 4   |
| バージニア州                                 | 21 | 21 | 0  | 0  | 0 | 42  | 21  |
| 総計                                         | 73 | 73 | 65 | 64 | 1 | 276 | 138 |
| 出典：Election of 1800 in Counting the Votes |    |    |    |    |   |     |     |

### 州別臨時投票結果

州別臨時投票結果（36回目）

| 州                   | 投票結果                          | 投票結果                          | 投票結果                          | 投票結果                          | 投票結果                          | 投票結果                          | 投票結果                             | 投票結果                             | 投票結果                             | 下院 | 下院 |
| 州                   | 1回目                             | 1回目                             | 1回目                             | 2回目-35回目                      | 2回目-35回目                      | 2回目-35回目                      | 36回目                               | 36回目                               | 36回目                               | 欠員 | 定数 |
| -------------------- | --------------------------------- | --------------------------------- | --------------------------------- | --------------------------------- | --------------------------------- | --------------------------------- | ------------------------------------ | ------------------------------------ | ------------------------------------ | ---- | ---- |
| ジョージア州         | ジェファーソン                    | ジェファーソン                    | ジェファーソン                    | ジェファーソン                    | ジェファーソン                    | ジェファーソン                    | ジェファーソン                       | ジェファーソン                       | ジェファーソン                       | 1    | 2    |
| ジョージア州         | 1                                 | 0                                 | 0                                 | 1                                 | 0                                 | 0                                 | 1                                    | 0                                    | 0                                    | 1    | 2    |
| ケンタッキー州       | ジェファーソン                    | ジェファーソン                    | ジェファーソン                    | ジェファーソン                    | ジェファーソン                    | ジェファーソン                    | ジェファーソン                       | ジェファーソン                       | ジェファーソン                       | 0    | 2    |
| ケンタッキー州       | 2                                 | 0                                 | 0                                 | 2                                 | 0                                 | 0                                 | 2                                    | 0                                    | 0                                    | 0    | 2    |
| ニュージャージー州   | ジェファーソン                    | ジェファーソン                    | ジェファーソン                    | ジェファーソン                    | ジェファーソン                    | ジェファーソン                    | ジェファーソン                       | ジェファーソン                       | ジェファーソン                       | 0    | 5    |
| ニュージャージー州   | 3                                 | 2                                 | 0                                 | 3                                 | 2                                 | 0                                 | 3                                    | 2                                    | 0                                    | 0    | 5    |
| ニューヨーク州       | ジェファーソン                    | ジェファーソン                    | ジェファーソン                    | ジェファーソン                    | ジェファーソン                    | ジェファーソン                    | ジェファーソン                       | ジェファーソン                       | ジェファーソン                       | 0    | 10   |
| ニューヨーク州       | 6                                 | 4                                 | 0                                 | 6                                 | 4                                 | 0                                 | 6                                    | 4                                    | 0                                    | 0    | 10   |
| ノースカロライナ州   | ジェファーソン                    | ジェファーソン                    | ジェファーソン                    | ジェファーソン                    | ジェファーソン                    | ジェファーソン                    | ジェファーソン                       | ジェファーソン                       | ジェファーソン                       | 0    | 10   |
| ノースカロライナ州   | 9                                 | 1                                 | 0                                 | 6                                 | 4                                 | 0                                 | 6                                    | 4                                    | 0                                    | 0    | 10   |
| ペンシルベニア州     | ジェファーソン                    | ジェファーソン                    | ジェファーソン                    | ジェファーソン                    | ジェファーソン                    | ジェファーソン                    | ジェファーソン                       | ジェファーソン                       | ジェファーソン                       | 0    | 13   |
| ペンシルベニア州     | 9                                 | 4                                 | 0                                 | 9                                 | 4                                 | 0                                 | 9                                    | 4                                    | 0                                    | 0    | 13   |
| テネシー州           | ジェファーソン                    | ジェファーソン                    | ジェファーソン                    | ジェファーソン                    | ジェファーソン                    | ジェファーソン                    | ジェファーソン                       | ジェファーソン                       | ジェファーソン                       | 0    | 1    |
| テネシー州           | 1                                 | 0                                 | 0                                 | 1                                 | 0                                 | 0                                 | 1                                    | 0                                    | 0                                    | 0    | 1    |
| バージニア州         | ジェファーソン                    | ジェファーソン                    | ジェファーソン                    | ジェファーソン                    | ジェファーソン                    | ジェファーソン                    | ジェファーソン                       | ジェファーソン                       | ジェファーソン                       | 0    | 19   |
| バージニア州         | 16                                | 3                                 | 0                                 | 14                                | 5                                 | 0                                 | 14                                   | 5                                    | 0                                    | 0    | 19   |
| メリーランド州       | 白票                              | 白票                              | 白票                              | 白票                              | 白票                              | 白票                              | ジェファーソン                       | ジェファーソン                       | ジェファーソン                       | 0    | 8    |
| メリーランド州       | 4                                 | 4                                 | 0                                 | 4                                 | 4                                 | 0                                 | 4                                    | 0                                    | 4                                    | 0    | 8    |
| バーモント州         | 白票                              | 白票                              | 白票                              | 白票                              | 白票                              | 白票                              | ジェファーソン                       | ジェファーソン                       | ジェファーソン                       | 0    | 2    |
| バーモント州         | 1                                 | 1                                 | 0                                 | 1                                 | 1                                 | 0                                 | 1                                    | 0                                    | 1                                    | 0    | 2    |
| デラウェア州         | バー                              | バー                              | バー                              | バー                              | バー                              | バー                              | 白票                                 | 白票                                 | 白票                                 | 0    | 1    |
| デラウェア州         | 0                                 | 1                                 | 0                                 | 0                                 | 1                                 | 0                                 | 0                                    | 0                                    | 1                                    | 0    | 1    |
| サウスカロライナ州   | バー                              | バー                              | バー                              | バー                              | バー                              | バー                              | 白票                                 | 白票                                 | 白票                                 | 0    | 6    |
| サウスカロライナ州   | 0                                 | 5                                 | 0                                 | 1                                 | 3                                 | 0                                 | 0                                    | 0                                    | 4                                    | 0    | 6    |
| コネチカット州       | バー                              | バー                              | バー                              | バー                              | バー                              | バー                              | バー                                 | バー                                 | バー                                 | 0    | 7    |
| コネチカット州       | 0                                 | 7                                 | 0                                 | 0                                 | 7                                 | 0                                 | 0                                    | 7                                    | 0                                    | 0    | 7    |
| マサチューセッツ州   | バー                              | バー                              | バー                              | バー                              | バー                              | バー                              | バー                                 | バー                                 | バー                                 | 0    | 14   |
| マサチューセッツ州   | 3                                 | 11                                | 0                                 | 3                                 | 11                                | 0                                 | 3                                    | 11                                   | 0                                    | 0    | 14   |
| ニューハンプシャー州 | バー                              | バー                              | バー                              | バー                              | バー                              | バー                              | バー                                 | バー                                 | バー                                 | 0    | 4    |
| ニューハンプシャー州 | 0                                 | 4                                 | 0                                 | 0                                 | 4                                 | 0                                 | 0                                    | 4                                    | 0                                    | 0    | 4    |
| ロードアイランド州   | バー                              | バー                              | バー                              | バー                              | バー                              | バー                              | バー                                 | バー                                 | バー                                 | 0    | 2    |
| ロードアイランド州   | 0                                 | 2                                 | 0                                 | 0                                 | 2                                 | 0                                 | 0                                    | 2                                    | 0                                    | 0    | 2    |
| 総計                 | ジェファーソン：8 バー：6 白票：2 | ジェファーソン：8 バー：6 白票：2 | ジェファーソン：8 バー：6 白票：2 | ジェファーソン：8 バー：6 白票：2 | ジェファーソン：8 バー：6 白票：2 | ジェファーソン：8 バー：6 白票：2 | ジェファーソン：10 バー：04 白票：02 | ジェファーソン：10 バー：04 白票：02 | ジェファーソン：10 バー：04 白票：02 | 1    | 106  |
| 出典：               |                                   |                                   |                                   |                                   |                                   |                                   |                                      |                                      |                                      |      |      |